# Оберклеттгау
Оберклеттгау (нім. Bezirk Oberklettgau) — округ у Швейцарії в кантоні Шаффгаузен.

## Громади
У таблиці наведено список громад округу станом на 2022 рік, населення та площа станом на 2019 рік.

| Українська назва | Оригінальна назва | Код BFS | Населення | Площа |
| ---------------- | ----------------- | ------- | --------- | ----- |
| Гехлінген        | Gächlingen        | 2901    | 876       | 7,1   |
| Лонінген         | Löhningen         | 2903    | 1474      | 6,8   |
| Нойнкірх         | Neunkirch         | 2904    | 2326      | 17,9  |